# والتر أ. بيرلي
والتر أ. بيرلي هو محامي وسياسي أمريكي، ولد في 25 أكتوبر 1820 في ووترفيل في الولايات المتحدة، وتوفي في 7 مارس 1896 في ينكتون في الولايات المتحدة. نشط حزبياً في الحزب الجمهوري. وقد انتخب عضو مجلس نواب مونتانا ‏.